# Шелин, Сергей Григорьевич
Сергей Григорьевич Шелин (род. 27 октября 1955, Фрунзе, Киргизская ССР, ныне — Бишкек, Кыргызстан) — российский политический, экономический и социальный аналитик, журналист, писатель. Настоящая фамилия — Колдобский. Обладатель премии «Гран-При» конкурса «Золотое перо». В ноябре 2023 года признан в России иностранным агентом.

## Биография

### Ранние годы и образование
Родился 27 октября 1955 года в городе Фрунзе в Киргизской ССР. С 1956 проживал в Ленинграде. 
В 1978 году окончил Ленинградский Технологический институт. Последующие четыре года провёл в Москве, где в 1982 году закончил аспирантуру Института органической химии Академии Наук СССР. Кандидат химических наук. С 1982 года в течение пяти лет работал в Ленинграде в Государственном институте прикладной химии.

### Профессиональная карьера
Начал публиковался со второй половины 1980-х годов в самиздатских журналах Ленинграда «Часы» и «Митин Журнал».
В профессиональной журналистике с 1990. Работал обозревателем в известных санкт-петербургских и московских медиа. В частности, в газетах «Смена» (Санкт-Петербург,1990-1991, 1993-1996), «Час Пик» (Санкт-Петербург,1991-1992), «Московские новости» (1992), «Вечерний Петербург» (1997-1998), «Дело» (Санкт-Петербург, 1999-2003); в еженедельнике «Новое Время» (Москва, 1999-2006). Был телевизионным комментатором Пятого канала в Санкт-Петербурге в период с 2003 по 2005 год. Работал в интернет-медиа Globalrus.ru (Москва, 2007), Газета.ru (Москва, 2008-2013), «Фонтанка.ру» (Санкт-Петербург, 2010), «Росбалт» (Санкт-Петербург, 2013-2022).
В марте 2022 года покинул Россию. В настоящее время проживает в Финляндии.
C 2023 является колумнистом в издании The Moscow Times.
Сотрудничает со многими русско- и англоязычными независимыми изданиями. Ведёт блог в Facebook. Регулярно даёт комментарии на актуальные общественно-политические темы.

## Личная жизнь
Супруга — художница Марина Дмитриевна Колдобская.

## Общественная позиция
В своих интервью и публикациях критиковал диктаторский режим Владимира Путина и вообще систему росийской власти. Открыто осудил полномасштабное вторжение России в Украину в феврале 2022 года. В ноябре 2023 решением Министерства юстиции Российской Фелерации объявлен иностранным агентом. 

## Профессиональные награды
- Обладатель премии «Гран-при (журналист года)» в конкурсе Санкт-Петербургского Союза журналистов «Золотое перо» (2014 год)[11].
- Лауреат премии фонда «Либеральная миссия» (Москва, 2016) в номинации «Публицистика»[12].

## Книги
Автор ряда книг. В рецензии на работу «Занимательная Россия. 228 ответов» автор «Новой газеты.Европа» Ольга Тимофеева отмечает «несомненный талант сжатой формулировки», а также «острый взгляд, цепкий ум, самостоятельность мышления, ясность стиля» писателя. Основные книги:
- Сергей Шелин. «Занимательная Россия. 228 ответов». — London, Freedom Letters, 2024. — 160 с. — ISBN 9781326864095.
- Sergey Shelin. Russia After Putin and Trump (англ.). — London, Freedom Letters, 2025. — 120 p. — ISBN 9781326538514.